# اسماعیل نجومی
میرزا اسماعیل خان نجومی از سیاستمداران ایرانی بود، که در دوره‌های ششم و هفتم بعنوان نماینده آباده و در دوره چهاردهم به عنوان نماینده خرم‌آباد در مجلس شورای ملی حضور داشت.